# Iran Air
Iran Air er det nationale flyselskab i Iran. Selskabet er ejet af det iranske styre, og har hub på Teheran Imam Khomeini Internationale Lufthavn til de internationale destinationer, i mens Mehrabad Lufthavn i Teheran bliver brugt til indenrigsflyvninger.

## Historie
Selskabet blev af nogle forretningsfolk grundlagt i 1946 under navnet Iranian Airways. I starten fløj selskabet indenrigs- og regionale fragt og passagerflyvninger, samt én ugentligt fragtrute til Europa. Dette skete med et Douglas DC-3 fly, der senere blev suppleret med Douglas DC-6 og Vickers Viscount fly.
I 2010 havde selskabet 14 fly der af EU, havde fået forbud mod at flyve i europæisk luftrum på grund af dårlig vedligeholdelse.

## Destinationer
Iran Air flyver på over 70 destinationer, hvoraf 16 af ruterne går til europæiske lufthavne. Fra landets største lufthavn, Tehran Imam Khomeini International Airport i hovedstaden Teheran, flyver selskabet til 3 nordiske lufthavne, Københavns Lufthavn, Stockholm-Arlanda og Göteborg-Landvetter med et Airbus A300-600 fly.